# Filomeno Aleixo

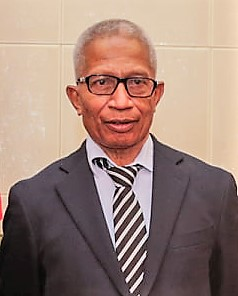
Filomeno Aleixo (2021)

Filomeno Aleixo da Cruz (* 11. Februar 1958) ist ein osttimoresischer Politiker und Diplomat.

## Werdegang

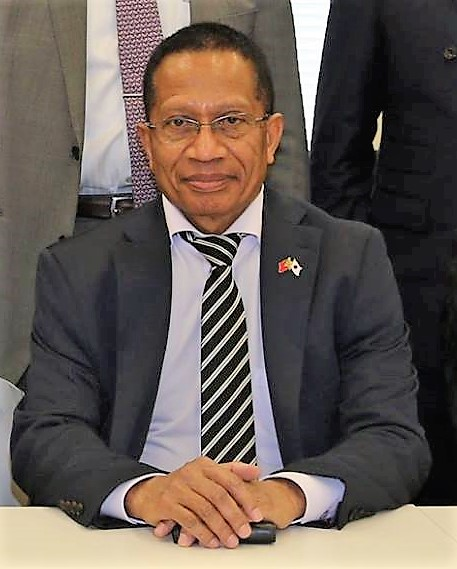
Filomeno Aleixo (2019)

Zunächst besuchte Aleixo das Priesterseminar Nossa Senhora da Fatima in Dili, bevor er von 1980 bis 1984 an der Katholischen Hochschule für Philosophie (Sekolah Tinggi Filsafat Katolik) in Ledalero (Maumere, Flores/Indonesien) Humanismus und Theologie studierte. Von 1998 bis 1999 war Aleixo Executive Director des Forums der Nichtregierungsorganisationen Osttimors FONGTIL, dem Dachverband der nationalen Nichtregierungsorganisationen. Außerdem war Aleixo Berater und Schulungsleiter beim US-amerikanischen International Republican Institute und früher Lehrer an der Grundschule in Dare.
Unter Premierminister José Ramos-Horta wurde Aleixo am 14. Juli 2006 neben Valentim Ximenes als weiterer stellvertretender Minister für Staatsadministration vereidigt. Er behielt das Amt auch unter dessen Nachfolger Estanislau da Silva und schied erst am 8. August 2007 mit Vereidigung des neuen Kabinetts unter Xanana Gusmão aus der Regierung aus. Ein neuer Vizeminister für Staatsadministration wurde nicht eingesetzt. Aleixo arbeitete in den folgenden Jahren als Berater im Büro des ehemaligen Premierministers Marí Alkatiri. Außerdem war er Mitglied im Zentralkomitee der FRETILIN.
Am 19. November 2015 wurde Aleixo von Staatspräsident Taur Matan Ruak zum neuen Botschafter Osttimors in Japan ernannt. Er löste damit Isílio Coelho ab. Die Akkreditierung fand am 6. April 2016 statt. Die Dienstzeit endete 2019.
Am 8. Oktober 2021 wurde Aleixo zum osttimoresischen Botschafter in Indonesien vereidigt. 2022 wurde er zusätzlich Botschafter Osttimors bei den ASEAN. Aleixos Amtszeit in Jakarta endete 2023. Am 12. Dezember 2023 wurde er von Staatspräsident José Ramos-Horta zum osttimoresischen Botschafter in Laos vereidigt. Hier blieb er bis 2025.

## Sonstiges
Aleixo spricht fließend Tetum, Portugiesisch, Indonesisch und Englisch.